# Česká Wikipedie
Česká Wikipedie je českojazyčná verze Wikipedie, mezinárodní internetové encyklopedie s otevřeným obsahem, na jejíž tvorbě spolupracují dobrovolní přispěvatelé z celého světa. Obsahuje 572 842 článků.
Celý projekt včetně české části provozuje nadace Wikimedia Foundation, založená podle zákonů státu Florida (USA). Na tvorbě české Wikipedie se přibližně z 10 % podílejí i lidé ovládající češtinu a žijící mimo Česko. Česká verze je podle počtu článků (zpracovaných hesel) 28. v pořadí z více než 300 existujících jazykových verzí. Je také pátou největší verzí psanou ve slovanském jazyce (po ruské, polské, ukrajinské a srbské). V roce 2023 na ni denně přicházelo v průměru 2 397 271 dotazů.

## Vznik

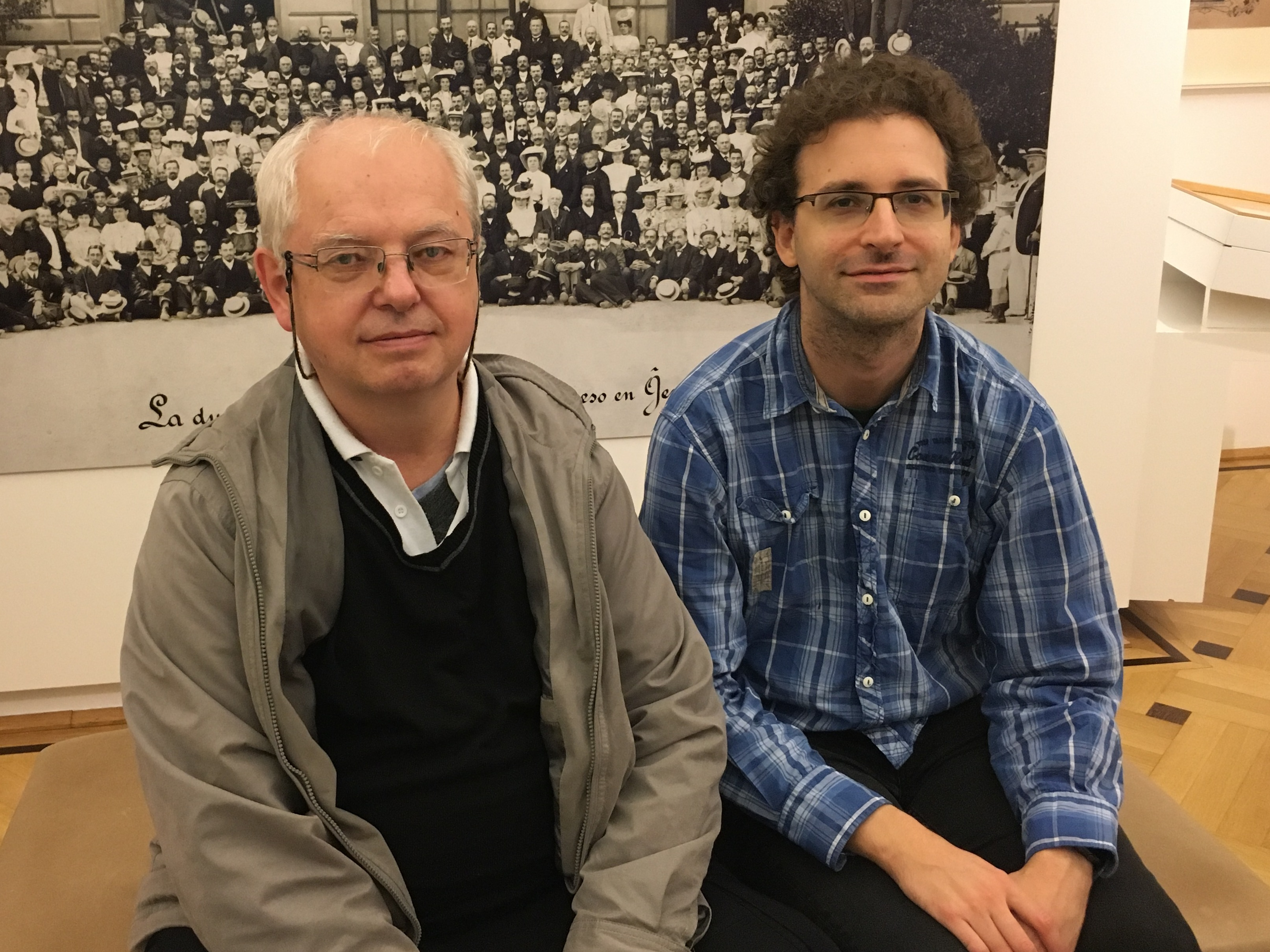
Miroslav Malovec (vlevo) a Chuck Smith (vpravo) stáli u zrodu české Wikipedie.

Wikipedie v anglickém jazyce vznikla jako první 15. ledna 2001, českojazyčná verze byla spuštěna 3. května 2002. V té době však Wikipedie používala software UseMod a při přechodu na nový systém MediaWiki nebyly původní tři krátké články („HomePage“, „Veda“, „Kultura“), které pravděpodobně existovaly, převedeny. První dochovanou editací na české Wikipedii je založení Hlavní strany, a to jejím zkopírováním ze staršího systému UseMod dne 14. listopadu 2002. Autorem této editace je pravděpodobně Brion Vibber, pozdější první zaměstnanec Wikimedia Foundation.
Prvním správcem české Wikipedie byl esperantista Miroslav Malovec, který se začátkem listopadu 2002 na Konferenci o užití esperanta ve vědě a technice v Dobřichovicích setkal s americkým esperantistou Chuckem Smithem, jehož o několik dní později hostil v Brně. Na Smithův popud přeložil Malovec z esperanta do češtiny dlouhý text pro hlavní stránku.
| „                                                     | „Text jsem pak poslal jinému americkému esperantistovi Brionu Vibberovi. Ten nahrál text do Wikipedie a já teprve potom viděl, že některé věci jsem přeložil špatně a žádal jsem Briona o opravu. Dal mi právo své chyby opravit a tak jsem se stal „správcem“, aniž bych chtěl opravovat někoho jiného.“ | “ |
| — Miroslav Malovec pro časopis Wikimedium v roce 2011 | |   |

Nevědomky se tím kromě správce stal i tvůrcem slova „wikipedista“ (původně „wikipediista“, podle esperantského „vikipediisto“). Encyklopedii samotné pak zase v analogii s esperantským „Vikipedio“ (veškerá podstatná jména v esperantu mají koncovku „-o“, např. „enciklopedio“) dal český název „Wikipedie“ (podle slova „encyklopedie“), což ji odlišuje od většiny ostatních jazykových verzí (např. německé), které si ponechaly anglické „Wikipedia“ (ačkoliv německy je „Enzyklopädie“).
Miroslav Malovec nebyl jako správce aktivní a věnoval se více psaní do esperantské Wikipedie, proto byl 9. března 2004 jmenován druhým správcem a byrokratem Vít Zvánovec, který 23. prosince 2003 přišel do Wikipedie a zapojil se do diskusí a vytváření článků. Dne 10. dubna 2004 se v Praze-Karlíně konalo patrně první české setkání redaktorů Wikipedie. 30. října 2004 se v Praze na Florenci konalo druhé české setkání, jehož se účastnili převážně správci se zvláštními oprávněními. 19. ledna 2005 se konalo setkání U Frgála.
Vedle domovské adresy cs.wikipedia.org získala česká Wikipedie v červnu 2004 též doménu wikipedia.cz a v únoru 2006 doménu wikipedie.cz. V září 2004 se na stránkách objevilo do češtiny přeložené logo s názvem Wikipedie a heslem Otevřená encyklopedie a bylo kompletně přeloženo uživatelské rozhraní používaného softwaru MediaWiki.
V březnu 2008 byl za účelem propagace a podpory české Wikipedie založen spolek Wikimedia Česká republika, který navázal spolupráci s Wikimedia Foundation. V roce 2009 spolek poprvé uspořádal Wikikonferenci – výroční setkání českých přispěvatelů a čtenářů této encyklopedie. Wikipedisté se scházejí také na pravidelných „wikisrazech“, např. v Praze a v Brně.

## Rozsah projektu
| Datum        | Počet článků |
| ------------ | ------------ |
| 14. 11. 2002 | 0            |
| 18. 11. 2006 | 50 000       |
| 19. 6. 2008  | 100 000      |
| 17. 2. 2010  | 150 000      |
| 6. 7. 2011   | 200 000      |
| 13. 12. 2012 | 250 000      |
| 24. 7. 2014  | 300 000      |
| 2. 4. 2016   | 350 000      |
| 10. 2. 2018  | 400 000      |
| 3. 4. 2020   | 450 000      |
| 16. 3. 2022  | 500 000      |
| 20. 7. 2024  | 550 000      |
| 4. 6. 2025   | 570 000      |

### Počet a objem článků
Ke dni 13. července 2025 má česká Wikipedie 572 842 článků.

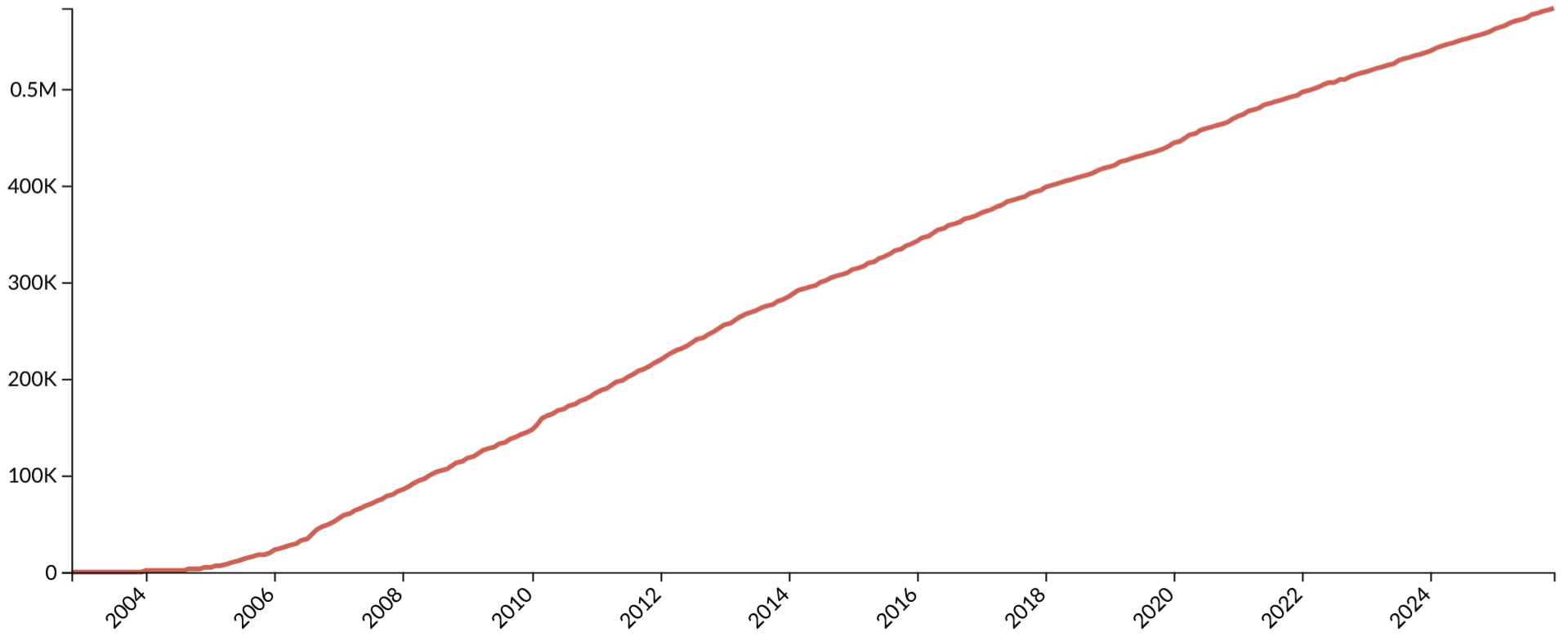
Graf vývoje počtu článků od roku 2002

Získat první tisícovku jí však trvalo téměř rok (této mety bylo dosaženo 20. října 2003) a v září 2004, kdy celkový počet článků ve všech jazykových verzích Wikipedie překonal hranici jednoho milionu, obsahovala česká Wikipedie pouze 3 tisíce článků. Nárůst se začal zrychlovat v roce 2005, kdy přibylo hned 16 tisíc nových hesel. V průběhu následujícího roku 2006 se přírůstek ustálil na počtu 70–100 nových článků denně a na této úrovni pak setrvával po dalších jedenáct let. Růst se poněkud zpomalil v letech 2018–2019 a to na 60–70 článků denně.
Stotisícím článkem české Wikipedie se v červnu 2008 stala Vlajka Vanuatu. Dvou stovek tisíc článků bylo dosaženo v červenci 2011 a česká Wikipedie tak s konečnou platností překonala dosud největší českou encyklopedii, tzn. Ottův slovník naučný. Tří set tisíc článků dosáhla česká Wikipedie v červenci 2014, čtyřstý tisící článek (Arrondissement Eeklo) byl zaznamenán v únoru 2018 a pětistý tisící v březnu 2022.
Za rok 2021 bylo na české Wikipedii vytvořeno 25 071 článků, tj. v průměru 2 089 článků měsíčně, či 69 hesel denně.
V listopadu 2019 byl celkový objem encyklopedického textu ve 439 tisících článků české Wikipedie odhadnut na 153 milionů slov (24 milionů vět), tedy asi 612 tisíc normostran. Pro srovnání: Český překlad Bible má přibližně 0,6 milionu slov, má tedy asi 255× méně textu.

### Porovnání rozsahu s jinojazyčnými verzemi
V počtu článků byla česká Wikipedie z více než 300 jazykových verzí na 28. místě (k lednu 2023). Slovenská verze je asi 2× menší. Rozsah české Wikipedie je přibližně 13× menší než anglické. Dalšími nejrozsáhlejšími verzemi jsou cebuánská, německá, švédská, francouzská a nizozemská. Mnohé z verzí jsou však svým rozsahem spíše symbolické. (Asi 30 verzí má méně než 1 000 článků.) České články tvoří 0,9 % z celkového počtu ve všech jazykových verzích. Články na anglické Wikipedii tvořily 11 % z celkového počtu článků.
Česká Wikipedie je pátou největší mezi verzemi ve slovanských jazycích (k lednu 2023). V těchto jazycích je napsáno přes 7 843 000 článků (13 %) z celkového počtu článků na všech světových verzích Wikipedie. V rámci slovanských jazyků jsou největšími verzemi Wikipedie ruská, polská, ukrajinská a srbská. Česká verze obsahuje 6,6 % článků na všech Wikipediích psaných ve slovanských jazycích. Za ní následují srbochorvatská, bulharská a slovenská.
Ke dni 31. lednu 2025 připadalo na 1 000 mluvčích českého jazyka 42 článků české Wikipedie.

### Návštěvnost
V roce 2024 bylo zobrazeno celkem přes 846 milionů dotazů. Denní průměr byl 2 213 296 a měsíční 70 555 540 dotazů. Nejvíce dotazů bylo zobrazeno v lednu (85 518 969), nejméně v červenci (60 287 958). Dlouhodobě je nejnižší návštěvnost během letních měsíců. V průběhu týdne bylo zpravidla nejvíce dotazů v neděli (15 %), nejméně v pátek (13,7 %). Nejvíce dotazů za den přišlo v neděli 26. května (3 389 445), nejméně v pátek 28. června (1 720 598).
- Návštěvnost v procentech podle dnů v týdnu (2022)

- Návštěvnost v procentech podle měsíců (2022)

| Rok  | Počet dotazů | Navýšení / pokles |
| ---- | ------------ | ----------------- |
| 2016 | 792 724 398  | –                 |
| 2017 | 794 590 748  | +0,24 %           |
| 2018 | 789 045 399  | −0,70 %           |
| 2019 | 820 092 046  | +3,93 %           |
| 2020 | 942 719 212  | +14,95 %          |
| 2021 | 944 778 195  | +0,22 %           |
| 2022 | 850 114 929  | −10,02 %          |
| 2023 | 875 003 987  | +2,93 %           |
| 2024 | 846 666 480  | −3,24 %           |

V letech 2017–2023 celoroční návštěvnost v průměru zvolna stoupala. Výjimkou byl rok 2020, kdy patrně vlivem pandemie covidu-19 a s ní související karantény stoupla návštěvnost ve srovnání s předchozím rokem o 15 %. Nejvyšší nárůst byl v dubnu 2020, kdy návštěvnost proti dubnu 2019 stoupla o 46,8 %. Vlivem pandemie se navýšil také počet editací. Naopak v roce 2022 návštěvnost zaznamenala 10% pokles.
Své čtenáře si česká Wikipedie nachází zejména v Česku (86 % dotazů), na Slovensku (3,8 % dotazů), ve Spojených státech amerických (2,6 % dotazů), v Německu (1,9 % dotazů), ve Spojeném království (0,7 % dotazů) a dále v Polsku, Francii, Nizozemsku a Rakousku (po 0,4 % dotazů).
V České republice ze všech jazykových verzí Wikipedie nejvíce dotazů směřuje do české Wikipedie (69 %), anglické (22,6 %), ruské (2,6 %), německé (1,5 %), portugalské (0,8 %) a slovenské (0,7 %). Česká verze je populární i v sousedním Slovensku, kde do ní směřuje 12 % tamějších dotazů a je třetí nejpoužívanější jazykovou verzí po slovenské (44 %) a anglické (34,5 %).

### Počet správců a editorů
13. července 2025 měla česká Wikipedie 33 správců. Správci jsou dobrovolní editoři s nadstandardními redakčními oprávněními. Při samotné tvorbě obsahu jsou však svými právy rovni všem ostatním uživatelům a editorům.

Graf vývoje počtu velmi aktivních editorů (alespoň 100 editací měsíčně) od roku 2003

V listopadu 2024 bylo zaregistrováno přes 678 000 uživatelů (v české verzi nazývaných wikipedisté), z nichž asi 167 000 přispělo do projektu alespoň jednou editací a přibližně 34 000 z nich udělalo editací alespoň deset. Systematicky a často se však editacím dlouhodobě věnuje jen asi stovka registrovaných lidí – tzv. velmi aktivních editorů, kteří v průběhu měsíce provedou více než sto editací a jejichž počet zůstává stabilní již od ukončení období 2004–2007, ve kterém počet editorů narostl prakticky z nuly (viz graf). Počet aktivních editorů, tedy těch, kteří v průběhu měsíce provedou více než pět editací, se dlouhodobě pohybuje okolo 700 a alespoň jednu editaci za měsíc udělá asi 2 200 uživatelů. Asi 10 % všech editací provádějí neregistrovaní přispěvatelé.
V roce 2012 provedli 91,6 % editací české Wikipedie uživatelé z České republiky, 2,4 % uživatelé ze Slovenska a 0,8 % uživatelé z Německa. Z České republiky bylo také editováno 6,9 % článků esperantské Wikipedie.

## Kvalita
Doposud nebyl proveden nezávislý výzkum, který by se zabýval kvalitou hesel na české Wikipedii a například je srovnával s dalšími dostupnými česky psanými encyklopediemi, jak se stalo v případě studie, publikované v časopise Nature, kde byla srovnávána anglická Wikipedie a Britannica.

## Projekty
Na české Wikipedii běží různé projekty, například Studenti píší Wikipedii, v rámci kterého píší vysokoškolští studenti své seminární práce formou článku na Wikipedii, a Senioři píší Wikipedii, jenž je zaměřen na seniory, kteří se v kurzech učí editovat Wikipedii, aby následně dokázali samostatně rozšiřovat encyklopedické články.

## Spory a kritika
Trvalým ohniskem konfliktů komunity byl spor o pravopis, který se s různou intenzitou vracel až do podzimu 2005. Dva významní přispěvatelé, Vít Zvánovec a Tompecina (Tomáš Pecina), druhý a třetí správce české Wikipedie, užívali a obhajovali méně obvyklý, archaizující pravopis, což se setkalo s nevolí značné části ostatních editorů.
Konstruktivní spolupráce, spory a hádky jsou součástí běžného života tvůrců Wikipedie, řeší se diskusemi, hlasováním, ale i tzv. revertovacími válkami, kdy tatáž úprava je vícekrát po sobě vrácena zpět a opět obnovena. To se děje např. ve specifickém českém sporu o název státního území (Česko versus Česká republika) nebo sporu o přechylování cizích příjmení. Ke kontroverzním tématům patří také např. homosexualita, psychotronika, telepatie nebo komunismus.
Kritizována bývá na české Wikipedii i motivace a odborná způsobilost jejích správců. Kritici[kdo?] se domnívají, že např. některá pravidla působí mnohoznačně, což působí potíže jak běžným přispěvatelům, tak i současným správcům, kteří je mohou – dle svých zkušeností – interpretovat rozličně. Výsledkem jsou zmatky při zpracovávání nových editací již stávajících hesel a některé praktiky nakládání s novými hesly, kdy dochází z důvodu údajné neověřitelnosti či nedostatečné encyklopedické významnosti k redukcím až mazání některých hesel, zatímco hesla jiná (přinejmenším obsahově stejně sporná), starší, likvidována nejsou. Medializovaným příkladem se v roce 2019 stal spor z roku 2014 o smazání hesla o litevském potoku Ošupis, do kterého se zapojilo šestatřicet wikipedistů a skončil konstatováním, že encyklopedická významnost tématu byla doložena.
Palčivým problémem české Wikipedie je také soustavné porušování autorských práv nemalým počtem přispěvatelů, což neúměrně zatěžuje správce, kteří se snaží texty, porušující autorská práva, odstranit. Celkově to snižuje věrohodnost Wikipedie. V důsledku naprostého ignorování autorských práv pouze jedním uživatelem muselo být z české Wikipedie odstraněno několik tisíc článků. V případě ostatních odhalených autorů se počet jimi založených článků, porušujících autorská práva, pohyboval maximálně v řádu desítek.
V roce 2008 kritizoval českou Wikipedii Patrick Zandl na svém blogu. Server Lupa.cz zveřejnil článek, týkající se sporů na české Wikipedii. Reflex psal o české Wikipedii v dubnu 2006 a v srpnu 2008. Lehkou kritiku několika politických hesel přinesl server iDNES.cz. Kritiku hesla Brno, zejména toho na anglické Wikipedii, přinesl Brněnský deník. Sexuolog Radim Uzel neshledal v roce 2016 v základních sexuálních informacích poskytovaných českou Wikipedií žádné zásadní dezinformace, které by nebyly v souladu s poznatky moderní medicínské vědy. Na stranění ruskému výkladu událostí v souvislosti s fake news a dezinformacemi poukázal v lednu 2021 týdeník Respekt na příkladu článku o Krymu.

## Význam a ohlasy

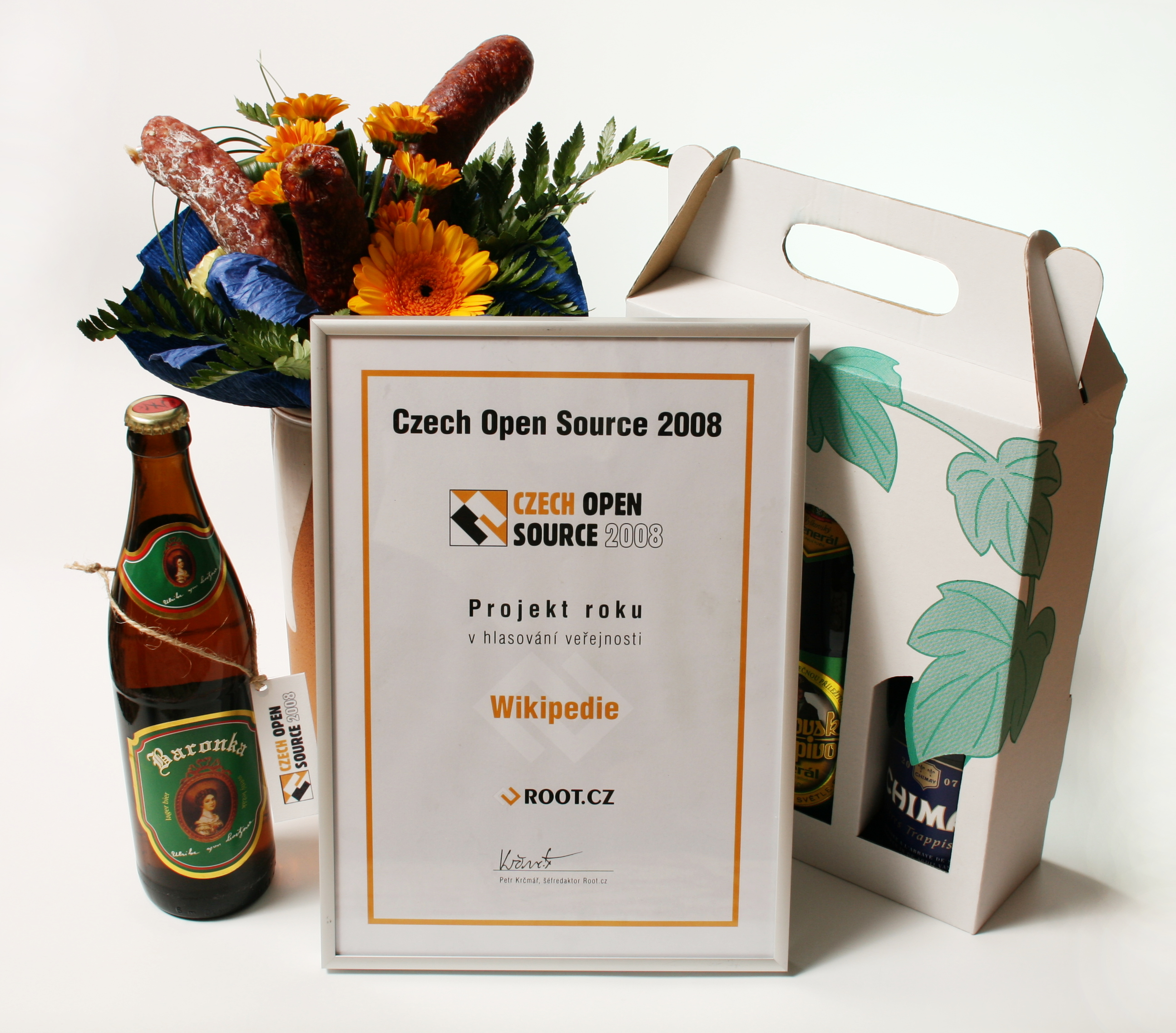
Diplom a kolekce dárků, které obdržela česká Wikipedie za své vítězství v hlasování veřejnosti v kategorii Projekt roku ankety Czech Open Source 2008.

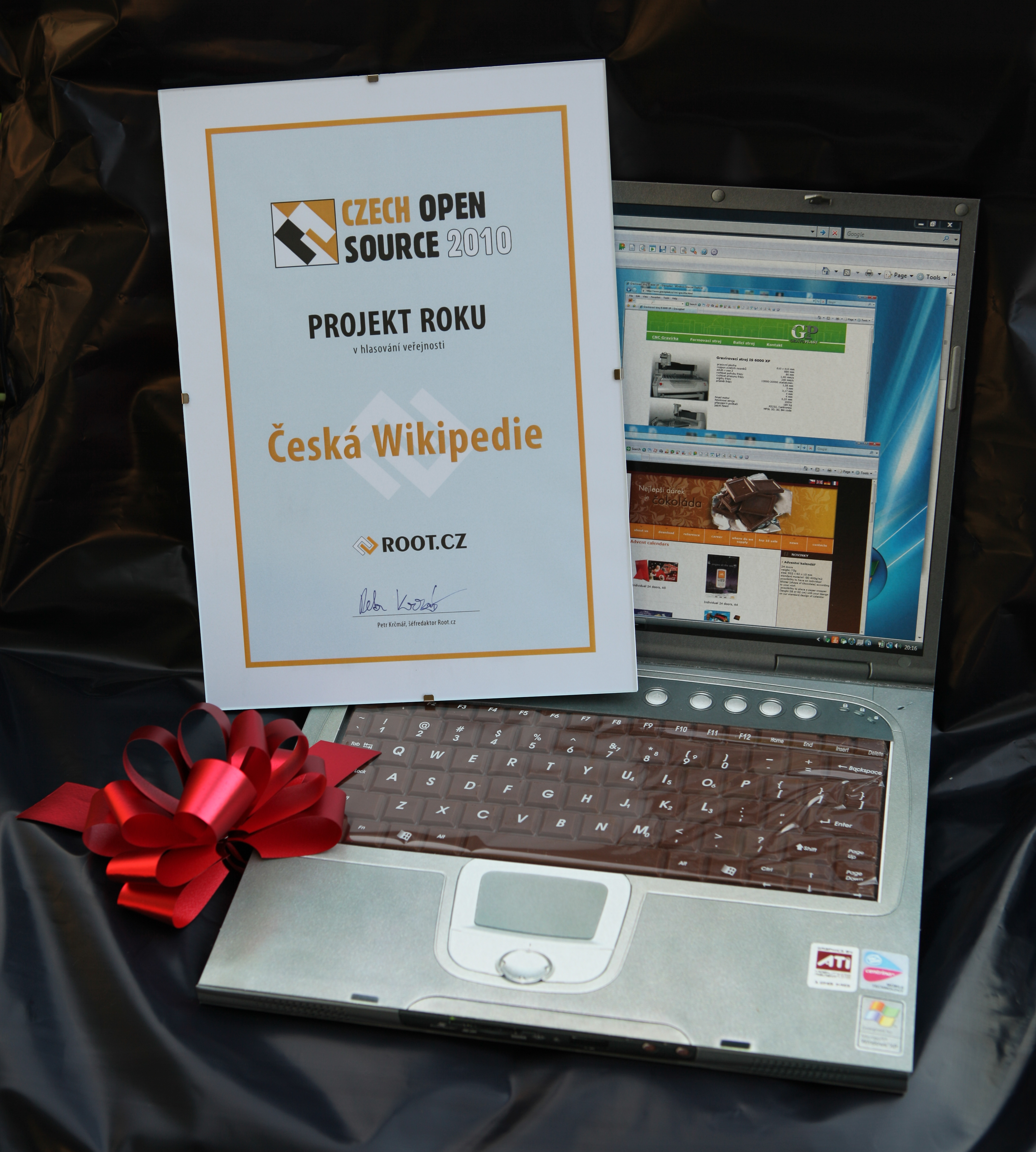
Diplom a čokoládový notebook, které obdržela česká Wikipedie za své vítězství v hlasování veřejnosti v kategorii Projekt roku ankety Czech Open Source 2010.

Články z české Wikipedie mívají velmi dobré umístění ve výsledcích vyhledávání, například ve vyhledávači Google. I díky tomu se tato encyklopedie postupně stala obecně známou. Již v počátcích české Wikipedie v roce 2004 poskytl svolavatel prvního reálného setkání wikipedistů Paddy rozhovor německému vysílání Českého rozhlasu. O existenci české Wikipedie a o sporech uživatelů se v roce 2006 zmínil počítačový novinář Miloš Čermák v rozsáhlém článku pro časopis Reflex. V květnu 2006 začal portál Seznam.cz přebírat obsah české Wikipedie do dnes již zaniklé Encyklopedie Seznamu.
Na jaře 2007 česká Wikipedie zvítězila v anketě webu Root.cz Czech Open Source 2007 v kategorii Projekt v hlasování veřejnosti a byla také vyhlášena absolutním vítězem. V dalším ročníku své vítězství v hlasování veřejnosti v kategorii Projekt obhájila. Po roční pauze opět zvítězila v roce 2010. V roce 2015 byla česká Wikipedie hlavním tématem 30. vydání týdeníku Dotyk. Významným propagátorem Wikipedie byl od roku 2013 až do své smrti v roce 2021 filozof a prezidentský kandidát Jan Sokol, který na projektu sám po několik let aktivně působil.
V roce 2016 získala česká Wikipedie cenu Slovník roku.
Dne 18. února 2023 se česká Wikipedie stala námětem dílu pořadu České televize Historie.cs. Jedním z hostů byl i správce Martin Urbanec. Byla připomenuta i jeho spolupráce s Janem Sokolem. Účastníci hovořili o mechanismech Wikipedie a byla připomenuta její historie. Promluvil zde také Jan Groh, předseda spolku Wikimedia Česká republika. Dalšími hosty byli Eduard Petiška, výzkumník v oblasti informací (Univerzita Karlova), a Michal Černý, informační vědec z Masarykovy univerzity. Byl zde také představen projekt dětské Wikipedie, dostupné na některých jazykových verzích.
O historii Wikipedie informoval 15. ledna 2024 Český rozhlas v pořadu Příběhy z kalendáře. V říjnu téhož roku zařadil server Lupa.cz vznik české Wikipedie mezi vybrané Příběhy z historie českého internetu v podobě půlhodinového audiopořadu. Oba jmenované zdroje čerpaly z publikace Jak se zrodila česká Wikipedie od wikipedisty Marka Blahuše, kterou v prosinci 2023 k sedmdesátinám Miroslava Malovce vydal spolek Wikimedia Česká republika.

## Protest proti změně autorského práva v Evropské unii
V pondělí 18. března 2019 se komunita české Wikipedie dohodla na jednodenním vypnutí české Wikipedie, z důvodu nové reformy autorského práva Evropské unie. Komunitě české Wikipedie se nelíbí především články 11 a 13, které jsou součástí Směrnice o autorském právu na jednotném digitálním trhu. Česká Wikipedie byla vypnuta 21. března 2019. K protestu se přidala také slovenská, dánská a německá Wikipedie.